# INS 비샬
INS 비샬(INS Vishal, Indigenous Aircraft Carrier 2, IAC-2)은 인도의 2번째 국산 항공모함이다. 2025년 실전배치할 계획이다.

## 역사
2012년 인도 해군 설계국은 비샬 항공모함의 설계를 시작했다. 아직 외국의 기술지원 요청을 한 적은 없지만, 앞으로 러시아에 기술지원 요청을 할 가능성이 있다.
2015년 5월 13일, 인도 국방 획득 위원회는 비샬 항공모함의 초기 사업을 위해 3억 루피(50억원)의 예산을 승인했다.
아직 디젤추진인지 핵추진인지는 결정하지 않았다.
2015년 7월 15일, 인도 해군은 비샬 항공모함에 필요한 기술지원 제안 요청서(letters of request, LoR)를 영국 BAE 시스템스, 프랑스 DCNS, 미국 록히드 마틴, 러시아 로소보로넥스포르트에 보냈다.
1번함인 INS 비크란트는 미국의 캐터펄트가 아닌 러시아의 스키 점프대 방식의 이륙장치를 사용하는데, 비샬은 캐터펄트 방식을 채택할 것이다.

## 러시아
러시아는 비샬 사업과 관련해, 핵추진 항공모함인 프로젝트 23000E를 인도에 제안했다. 인도는 함재기 55대의 배수량 65000톤급을 계획 중이지만 프로젝트 23000E는 함재기 90대, 배수량 10만톤급이다.